# Мечеть Зирабад
Мечеть Зирабад "Хазрати Али" — мечеть, расположенная в городе Каган Бухарской области Узбекистана. Первая и единственная шиитская мечеть в городе. Эта также одна из 2-х шиитских мечетей, расположенных в Бухарской области.
Мечеть построена в 1989—1992 годах на площади 15х15 метров. Она была названа Зирабадом, потому что расположена между махаллями Зирабад и Навзирабад. В 1992 году под мечеть была выделена площадь 80 м². В 2008 году началось расширение мечети, перестроен её главный корпус. Позже площадь мечети достигла 1203 м² .
В течение 2017—2019 годов в мечети проводились строительно-ремонтные работы. Нынешнее здание мечети рассчитано на 350 молящихся.